# MBK Vyškov
MBK Vyškov (celým názvem: Městský bruslařský klub Vyškov) je český klub ledního hokeje, který sídlí ve Vyškově v Jihomoravském kraji. Založen byl v roce 2008. V posledních letech se klub zaměřuje prioritně na mládežnický hokej, mužský oddíl byl totiž zrušen v roce 2010. Klubové barvy jsou modrá a bílá.
Své domácí zápasy odehrává na zimním stadionu Vyškov s kapacitou 400 diváků.

## Přehled ligové účasti
Stručný přehled
Zdroj: 
- 2009–2010: Jihomoravská a Zlínská krajská liga (4. ligová úroveň v České republice)

Jednotlivé ročníky
Zdroj: 
Legenda: ZČ - základní část, JMK - Jihomoravský kraj, červené podbarvení - sestup, zelené podbarvení - postup, fialové podbarvení - reorganizace, změna skupiny či soutěže
| Česko (2009 – 2010) |                                     |           |          |                                       |                      |
| Sezóny              | Soutěž                              | Úroveň    | ZČ       | Play-off, nadstavba, sk. o udržení... | Poznámky             |
| 2009/2010           | Jihomoravská a Zlínská krajská liga | 4. úroveň | 9. místo | Čtvrtfinále JMK                       | Odhlášení ze soutěže |